# Khallid Hart
Khallid Hart (Nashville, 13 settembre 1994) è un ex cestista statunitense con cittadinanza americo-verginiana.

## Carriera
Con le Isole Vergini Americane ha disputato i Campionati americani del 2017.